# 劉弘光
劉弘光（？—？），號石仲，山东济南府臨邑縣人。

## 生平
万历四十三年（1615年）乙卯科山东乡试举人，四十七年（1619年）己未科進士，户部觀政，授大理寺左评事，天啓五年四月考选，授山西道监察御史，巡视西城。首疏糾门户党邪王图、程正己、赵昌运、彭遵古，都著削籍追夺诰命，疏参应天府府尹谈自省、刑科给事中赖良佐、南京礼部主事张笃敬，内荐邵辅忠、姚宗文、刘廷元。天啓六年巡按山西，七年四月与宣大总督張樸、山西巡抚曹尔祯为魏忠贤建祠于五台山，赐名报功。崇祯继位，十二月以欵贡卜石兔有劳，升职一级。崇祯元年被弹劾免职，二年正月，以建祠颂德列逆案次等，削籍为民。
著有《平反录》、《按晋疏稿》、《雲卧齋稿》、《燕吟》、《晋吟》等集。

## 家族
曾祖劉堯卿，壽官。祖父刘梅，贡生，官江都主簿。父劉四科。